# Pérula
Pérula es una localidad del estado mexicano de Jalisco. Es parte del municipio de La Huerta.

## Demografía
| Gráfica de evolución demográfica |
|                                  |

| Censo | Población |
| ----- | --------- |
| 1980  | 439       |
| 1990  | 559       |
| 2000  | 661       |
| 2010  | 793       |
| 2020  | 1 076     |